# 下多布绍
下多布绍（匈牙利語：Alsódobsza）是匈牙利包尔绍德-奥包乌伊-曾普伦州所辖的一个村。总面积10.69平方公里，总人口337，人口密度31.5人/平方公里（2011年1月1日）。